# سایلداها
سایلداها (به لاتین: Saildaha) یک روستا در بنگلادش است که در استان باریسال و در ناحیه پیروج‌پور واقع شده است.